# مولادی ولد محمد لغظف
مولادی ولد محمد لغظف (عربی: مولاي ولد محمد لغظف؛ زادهٔ ۱۲ دسامبر ۱۹۵۷) یک سیاست‌مدار اهل موریتانی است.وی از اوت ۲۰۰۸ تا اوت ۲۰۱۴ نخست‌وزیر این کشور بود.